# 1933年全仏選手権 (テニス)
1933年 全仏選手権（1933ねんぜんふつせんしゅけん、Internationaux de France de Roland-Garros 1933）に関する記事。フランス・パリにある「スタッド・ローラン・ギャロス」にて開催。

## 概要
佐藤次郎が全仏2年ぶりのベスト4に進出。次に日本人男子が全仏シングルスで準々決勝に進出するのは82年後の2015年のことである（錦織圭）。
ジャック・クロフォードが全仏初・4大大会5度目の優勝。

## 大会の流れ
- 男子シングルスは「90名」の選手による7回戦制で、女子シングルスは「49名」の選手による6回戦制で行われた。男子は38名、女子は15名の選手に「1回戦不戦勝」（抽選表では“Bye”と表示）があった。
- シード選手は男子16名、女子8名。シード選手でも、1回戦から出場した人と、2回戦から登場した人がいる。2回戦から登場した選手が初戦敗退の場合は「2回戦＝初戦」と表記する。

## シード選手

### 男子シングルス
1. アンリ・コシェ　（準優勝）
2. ジャック・クロフォード　（優勝）
3. フレッド・ペリー　（ベスト8）
4. ダニエル・プレン　（4回戦）
5. ジョルジオ・デ・ステファーニ　（4回戦）
6. 佐藤次郎　（ベスト4）
7. フランク・シールズ　（4回戦）
8. ロデリク・メンツェル　（ベスト8）
9. ビビアン・マグラス　（2回戦＝初戦）
10. クリスチャン・ボッサス　（ベスト8）
11. コリン・ロビンス　（4回戦）
12. 布井良助　（3回戦）
13. ハロルド・リー　（ベスト4）
14. ヘンドリク・ティマー　（2回戦＝初戦）
15. ジョージ・ヒューズ　（3回戦）
16. バーノン・カービー　（2回戦＝初戦）

### 女子シングルス
1. ロレット・パヨー　（3回戦）
2. ヘレン・ジェイコブス　（ベスト4）
3. シモーヌ・マチュー　（準優勝）
4. ヒルデ・クラーヴィンケル　（2回戦）
5. メアリー・ヒーリー　（ベスト8）
6. アイリーン・ベネット・ホイッティングストール　（ベスト8）
7. ヨサンヌ・シガール　（2回戦＝初戦）
8. イダ・アダモフ　（2回戦＝初戦）

## 大会経過

### 男子シングルス
準々決勝
- アンリ・コシェ vs.  ロデリク・メンツェル　7-5, 6-4, 6-1
- ハロルド・リー vs.  マルセル・ベルナール　10-8, 6-4, 5-7, 6-0
- 佐藤次郎 vs.  フレッド・ペリー　1-6, 7-5, 6-4, 2-6, 6-2
- ジャック・クロフォード vs.  クリスチャン・ボッサス　6-3, 6-3, 6-1

準決勝
- アンリ・コシェ vs.  ハロルド・リー　9-11, 6-3, 6-3, 6-3
- ジャック・クロフォード vs.  佐藤次郎　6-0, 6-2, 6-2

### 女子シングルス
準々決勝
- ベティ・ナットール vs.  ドロシー・アンドルース　6-3, 6-1
- マーガレット・スクリブン vs.  メアリー・ヒーリー　6-2, 6-4
- シモーヌ・マチュー vs.  アイリーン・ベネット・ホイッティングストール　6-2, 6-0
- ヘレン・ジェイコブス vs.  ジャクリーン・ゴールドシュミット　1-6, 6-1, 6-3

準決勝
- マーガレット・スクリブン vs.  ベティ・ナットール　6-2, 4-6, 6-3
- シモーヌ・マチュー vs.  ヘレン・ジェイコブス　8-6, 6-3

## 決勝戦の結果
- 男子シングルス： ジャック・クロフォード vs.  アンリ・コシェ　8-6, 6-1, 6-3
- 女子シングルス： マーガレット・スクリブン vs.  シモーヌ・マチュー　6-2, 4-6, 6-4
- 男子ダブルス： フレッド・ペリー＆ ジョージ・ヒューズ vs.  エイドリアン・クイスト＆ ビビアン・マグラス　6-2, 6-4, 2-6, 7-5
- 女子ダブルス： シモーヌ・マチュー＆ エリザベス・ライアン vs.  シルビ・アンロタン＆ コレット・ロザンベール　6-1, 6-3
- 混合ダブルス： ジャック・クロフォード＆ マーガレット・スクリブン vs.  フレッド・ペリー＆ ベティ・ナットール　6-2, 6-3